# 80-мм польова гармата M.17
80 мм польова гармата M. 17 (нім. 8 cm Feldkanone M. 17) належала до польової і гірської  артилерії збройних сил Австро-Угорщини періоду 1-ї світової війни. Після завершення війни використовувалась арміями Австрії, Чехословаччини, Югославії. У Вермахті носила позначення 7.65 cm FK 17(ö) or (t) та 7.65 cm FK 303(j) і використовувалась в час Другої світової війни.